# Eugeniusz Użupis
Eugeniusz Użupis ps. „Zawrot”, „Zagórski” (ur. 6 listopada 1888 we Władysławowie, zm. 23 grudnia 1914 pod Łowczówkiem) – porucznik piechoty Legionów Polskich, działacz niepodległościowy, kawaler Orderu Virtuti Militari.

## Życiorys
Urodził się 6 listopada 1889 we Władysławowie, ówczesnym mieście powiatowym guberni suwalskiej, w rodzinie Franciszka i Heleny z Doruchowskich. Był bratem Sławomira (1891–1920), kapitana piechoty Wojska Polskiego.
Z wykształcenia był technikiem górniczym. Został oficerem rezerwy armii rosyjskiej. Działał czynnie w Związku Strzeleckim w Paryżu, o czym wspominał m.in. Tadeusz Kasprzycki. Latem 1914 r. przebywał na wakacjach w Suwałkach. Spodziewając się wybuchu wojny, zapewne w końcu lipca 1914 r. przedostał się z fałszywą przepustką do Krakowa. 8 sierpnia 1914 wstąpił do oddziałów strzeleckich. Początkowo był komendantem III plutonu w 13. kompanii strzeleckiej, a po reorganizacji komendantem IV plutonu w 2. kompanii II batalionu. 28 września został mianowany przez Komendę Legionów Polskich plutonowym z oznakami XII rangi, a 9 października 1914 mianowany przez Józefa Piłsudskiego podporucznikiem piechoty w 1 pułku strzelców. W końcu października został przeniesiony z plutonem do 1. kompanii II batalionu. 18 grudnia w Nowym Sączu został odkomenderowany do 5 pułku piechoty na stanowisko komendanta 1. kompanii II baonu. Został awansowany na porucznika.
Poległ 23 grudnia 1914 w bitwie pod Łowczówkiem. Został pochowany na cmentarzu wojennym nr 171 w Łowczówku.

## Ordery i odznaczenia
- Krzyż Srebrny Orderu Wojskowego Virtuti Militari nr 6491 – pośmiertnie, 17 maja 1922[13][14]
- Krzyż Niepodległości – pośmiertnie, 16 marca 1933 „za pracę w dziele odzyskania niepodległości”[15]